# Большефедоровское сельское поселение
Большефедоровское се́льское поселе́ние — муниципальное образование в Бугульминском районе Татарстана Российской Федерации.
Административный центр — посёлок Победа.

## История
Статус и границы сельского поселения установлены Законом Республики Татарстан от 31 января 2005 года № 18-ЗРТ «Об установлении границ территорий и статусе муниципального образования "Бугульминский муниципальный район" и муниципальных образований в его составе».

## Население
| 2010 | 2011 | 2012 | 2013 | 2014 | 2015 | 2016 |
| ---- | ---- | ---- | ---- | ---- | ---- | ---- |
| 508  | ↘507 | ↗510 | ↘507 | ↘495 | ↘477 | ↘468 |
| 2017 | 2018 |      |      |      |      |      |
| ↘457 | ↘434 |      |      |      |      |      |

## Состав сельского поселения
| № | Населённый пункт | Тип населённого пункта          | Население |
| - | ---------------- | ------------------------------- | --------- |
| 1 | Алкино           | деревня                         |           |
| 2 | Елховка          | деревня                         |           |
| 3 | Победа           | посёлок, административный центр |           |